# Front nouveau de Belgique
Pour les articles homonymes, voir FNB.
Le Front nouveau de Belgique (FNB) était un parti politique d'extrême droite nationaliste belge, issu d'une scission en 1995 du Front national belge, créé officiellement le 25 janvier 1996. Il disparaît en 2008, en fusionnant avec le Front national belge.

## Histoire
Marguerite Bastien (transfuge du Parti réformateur libéral) est élue députée fédérale en mai 1995 sur la liste bruxelloise du Front national belge.
En septembre 1995, elle en est exclue pour avoir refusé de cotiser à la caisse du parti, étant donné l'opacité des comptes. Elle regroupe alors la plupart des dissidents (du Front régional wallon, de la Droite nationale, de l'Alliance radicale, de la Ligue Nationale) et les adversaires historiques de Daniel Féret (ceux de L'Assaut) pour fonder un « nouveau front ». Il prend d'abord le même nom que celui qui appartient toujours à Daniel Féret, mais doit changer d'appellation par la suite, à cause d'une décision arbitraire de l'assemblée où elle siège, et se transforme en Front nouveau de Belgique.
Le Front nouveau de Belgique est ensuite dirigé par François-Xavier Robert, un ancien officier supérieur du Régiment Para-Commando. Le FNB possède une revue mensuelle, Le Bastion. Il s'est présenté aux élections législatives de 1999 et de 2003 ainsi qu'aux élections communales de 2000 et de 2006, mais n'a obtenu qu'un élu dans la Région de Bruxelles-Capitale en 1999 et deux élus communaux en 2000.
Le FNB dispose en 2007 d'un conseiller communal et d'un conseiller CPAS à Verviers.
À la suite d'un référendum auprès de ses membres, le FNB rejoint le FN du sénateur Michel Delacroix le 1er janvier 2008. Le FNB n'existe donc plus officiellement depuis cette date.
Une liste FNB était présente aux élections régionales de 2009 à Bruxelles, mais sans lien avec le Front nouveau de Belgique. Le sigle signifiait alors « Forces nouvelles belges ». Parmi les candidats figurait Audrey Rorive, députée régionale FN sortante et compagne de Daniel Féret qui venait de perdre la présidence du FN.